# Silvis
Silvis ist eine Stadt im Rock Island County des Bundesstaates Illinois in den Vereinigten Staaten. Die Stadt liegt innerhalb der Metropolregion Quad Cities. Das U.S. Census Bureau hat bei der Volkszählung 2020 eine Einwohnerzahl von 8.003 ermittelt.

## Geschichte
Die Stadt Silvis (ursprünglich Pleasant Valley genannt) wurde 1906 gegründet. Die Stadt erhielt ihren Namen von Richard Shippen Silvis, einem der ersten Siedler, dessen Familie die Silvis Mining Company betrieb. Einige ältere Quellen geben die alternative Schreibweise Sylvis an.
Seit den 1850er-Jahren führte eine Hauptstrecke der Chicago, Rock Island and Pacific Railroad von Chicago Richtung Westen durch das spätere Ortsgebiet. In den ersten beiden Jahrzehnten des 20. Jahrhunderts errichtete die Rock Island dort einen Rangierbahnhof und ein Ausbesserungswerk. Seit 1984 wird die durch Silvis führende Bahnstrecke durch die Iowa Interstate Railroad betrieben. Der Rest der früheren Rock Island-Werkstätten wird durch das Unternehmen National Railway Equipment (NRE) geführt, das jedoch im August 2020 bekanntgab, den Standort aufzugeben. Die Anlagen wurden 2022 an die Organisation Railroading Heritage of Midwest America übergeben, die darin 2023 ein Eisenbahnmuseum eröffnete.

## Demografie
Nach einer Schätzung von 2019 leben in Silvis 7475 Menschen. Die Bevölkerung teilte sich im selben Jahr auf in 79,3 % Weiße, 10,4 % Afroamerikaner, 0,7 % amerikanische Ureinwohner, 1,2 % Asiaten, 0,1 % Ozeanier und 7,2 % mit zwei oder mehr Ethnizitäten. Hispanics oder Latinos aller Ethnien machten 16,4 % der Bevölkerung aus. Das mittlere Haushaltseinkommen lag bei 53.634 US-Dollar und die Armutsquote bei 20,5 %.